# تشارلز كيتينغ (ممثل)
تشارلز كيتينغ (بالإنجليزية: Charles Keating)‏ هو ممثل بريطاني، ولد في 22 أكتوبر 1941 في لندن في المملكة المتحدة، وتوفي في 9 أغسطس 2014 في ويستون ‏ في الولايات المتحدة بسبب سرطان.

## أعمال

### أفلام
- (1992) الحارس الشخصي[4][5][6]

### مسلسلات
- عالم آخر

## ترشيحات
- جائزة توني لأفضل ممثل في مسرحية [الإنجليزية]‏ (1986)

## وصلات خارجية
- تشارلز كيتينغ على موقع IMDb (الإنجليزية)
- تشارلز كيتينغ على موقع ألو سيني (الفرنسية)
- تشارلز كيتينغ على موقع ميوزك برينز (الإنجليزية)
- تشارلز كيتينغ على موقع أول موفي (الإنجليزية)
- تشارلز كيتينغ على موقع قاعدة بيانات برودواي على الإنترنت (الإنجليزية)
- تشارلز كيتينغ على موقع قاعدة بيانات الأفلام السويدية (السويدية)
- تشارلز كيتينغ على موقع قاعدة بيانات الفيلم (الإنجليزية)
- تشارلز كيتينغ على موقع كينوبويسك (الروسية)